# Kulna (Keila)

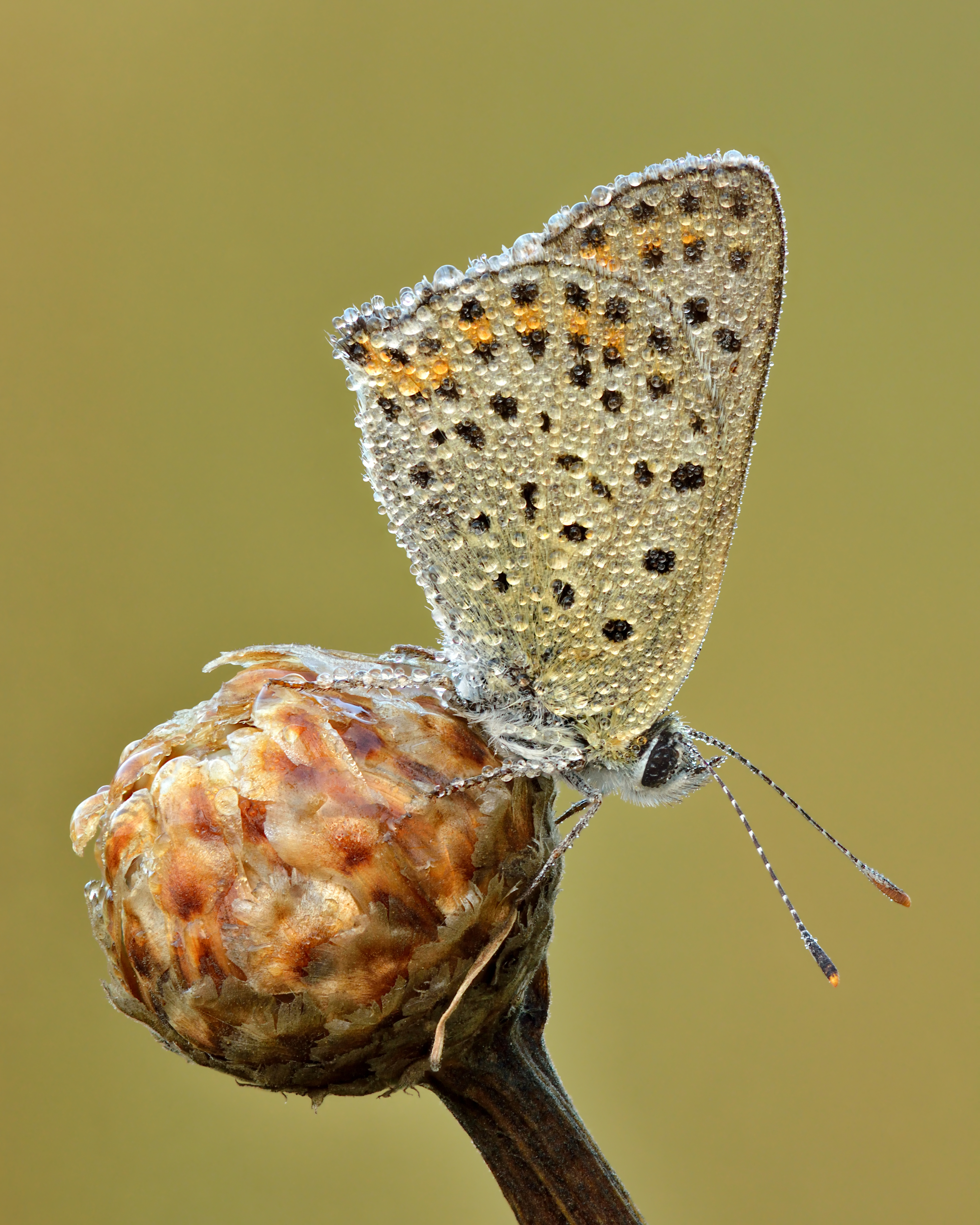
Un cuivré fuligineux posé sur une centaurée jacée à Kulna. Aout 2021.

Kulna est un village situé dans la Commune de Keila du Comté de Harju en Estonie.
Au 31 décembre 2011, le village compte 351 habitants.